# Oranje eikenbladroller
De oranje eikenbladroller (Cydia amplana) is een vlinder uit de familie bladrollers (Tortricidae). De wetenschappelijke naam is voor het eerst geldig gepubliceerd in 1800 door Hübner.
De soort komt voor in Europa.